# Михальцево (Большесельский район)
Михальцево — деревня в Большесельском районе Ярославской области России. В рамках организации местного самоуправления входит в Вареговское сельское поселение, в рамках административно-территориального устройства — в Вареговский сельский округ.

## География
Расположена в 8 км на восток от центра поселения села Варегово и в 41 км на северо-восток от райцентра Большого Села. 

## История
Каменная Церковь Казанской Божией Матери в селе построена в 1740 году на средства господ Гагариных. В церкви было два престола: в летней — в честь Казанской Божией Матери, в зимней — в честь Архистратига Божия Михаила. 
В конце XIX — начале XX село входило в состав Максимовской волости Романово-Борисоглебского уезда Ярославской губернии.
С 1929 года село входило в состав Шельшедомского сельсовета Тутаевского района, с 1935 года — в составе Большесельского района, с 2005 года — в составе Вареговского сельского поселения.

## Население
| 1859 | 2002 | 2007 | 2010 |
| ---- | ---- | ---- | ---- |
| 149  | ↘0   | →0   | ↗2   |

## Достопримечательности
В деревне расположена недействующая Церковь Казанской иконы Божией Матери (1740).